# Vela nos Jogos Olímpicos de Verão de 1984 - Tornado
As provas da classe Tornado da vela nos Jogos Olímpicos de Verão de 1984 ocorreram entre 31 de julho e 8 de agosto daquele ano em Long Beach, no condado de Los Angeles, nos Estados Unidos. O programa compunha sete regatas. Para esta classe, houve 40 velejadores de 20 nações inscritas.

## Medalhistas
A dupla neozelandesa Rex Sellers e Chris Timms finalizou a competição em primeiro lugar, conquistando a medalha de ouro. A prata firmou-se com os estadunidenses Randy Smyth e Jay Glaser. Por fim, a medalha de bronze ficou com Christopher Cairns e John Anderson, da Austrália.
|  | NZL Nova Zelândia       |  | USA Estados Unidos       |  | AUS Austrália                    |
|  | Rex Sellers Chris Timms |  | Randy Smyth Keith Notary |  | Christopher Cairns John Anderson |

## Resultados
Estes foram os resultados da competição:
| Pos.              | Tripulação                                 | Regata I | Regata I | Regata II | Regata II | Regata III | Regata III | Regata IV | Regata IV | Regata V | Regata V | Regata VI | Regata VI | Regata VII | Regata VII | Total de pontos | Total -1 |
| Pos.              | Tripulação                                 | Pos.     | Pts.     | Pos.      | Pts.      | Pos.       | Pts.       | Pos.      | Pts.      | Pos.     | Pts.     | Pos.      | Pts.      | Pos.       | Pts.       | Total de pontos | Total -1 |
| ----------------- | ------------------------------------------ | -------- | -------- | --------- | --------- | ---------- | ---------- | --------- | --------- | -------- | -------- | --------- | --------- | ---------- | ---------- | --------------- | -------- |
| Medalha de ouro   | NZL Rex Sellers e Chris Timms              | 3        | 5.7      | 2         | 3.0       | 1          | 0.0        | 2         | 3.0       | 1        | 0.0      | 2         | 3.0       | DNS        | 27.0       | 41.7            | 14.7     |
| Medalha de prata  | USA Randy Smyth e Jay Glaser               | 1        | 0.0      | DNF       | 27.0      | 7          | 13.0       | 1         | 0.0       | 4        | 8.0      | 1         | 0.0       | 10         | 16.0       | 64.0            | 37.0     |
| Medalha de bronze | AUS Christopher Cairns e John Anderson     | 4        | 8.0      | 16        | 22.0      | 3          | 5.7        | RET       | 27.0      | 2        | 3.0      | 6         | 11.7      | 1          | 0.0        | 77.4            | 50.4     |
| 4                 | DEN Paul Elvstrøm e Trine Elvstrøm-Myralf  | 6        | 11.7     | 3         | 5.7       | 5          | 10.0       | 3         | 5.7       | 14       | 20.0     | 4         | 8.0       | 5          | 10.0       | 71.1            | 51.1     |
| 5                 | BER Alan Burland e Christopher Nash        | 8        | 14.0     | 6         | 11.7      | 4          | 8.0        | 6         | 11.7      | 7        | 13.0     | YMP       | 3.4       | 3          | 5.7        | 67.5            | 53.5     |
| 6                 | GBR Robert White e David Campbell-James    | 2        | 3.0      | 5         | 10.0      | 2          | 3.0        | 8         | 14.0      | 6        | 11.7     | 7         | 13.0      | 7          | 13.0       | 67.7            | 53.7     |
| 7                 | BRA Lars Grael e Glein Haynes              | 5        | 10.0     | 8         | 14.0      | 14         | 20.0       | 11        | 17.0      | 3        | 5.7      | 5         | 10.0      | 12         | 18.0       | 94.7            | 74.7     |
| 8                 | FRA Yves Loday e Bernard Pichery           | DSQ      | 27.0     | 1         | 0.0       | 9          | 15.0       | 10        | 16.0      | 9        | 15.0     | 10        | 16.0      | 13         | 19.0       | 108.0           | 81.0     |
| 9                 | CAN David Sweeney e Brian Sweeney          | 7        | 13.0     | 12        | 18.0      | 8          | 14.0       | 7         | 13.0      | 8        | 14.0     | DNF       | 27.0      | 6          | 11.7       | 110.7           | 83.7     |
| 10                | SWE Göran Marström e Krister Söderqvist    | 11       | 17.0     | 4         | 8.0       | 13         | 19.0       | 4         | 8.0       | 12       | 18.0     | 13        | 19.0      | 8          | 14.0       | 103.0           | 84.0     |
| 11                | NED Willy van Bladel e Huub Lambriex       | DSQ      | 27.0     | 7         | 13.0      | 11         | 17.0       | 5         | 10.0      | 10       | 16.0     | DSQ       | 27.0      | 2          | 3.0        | 113.0           | 86.0     |
| 12                | AUT Norbert Petschel e Walter Schlagbauer  | 9        | 15.0     | 9         | 15.0      | 10         | 16.0       | 16        | 22.0      | 11       | 17.0     | 11        | 17.0      | 4          | 8.0        | 110.0           | 88.0     |
| 13                | FRG Eckart Kaphengst e Hans-Friedrich Böse | 10       | 16.0     | 15        | 21.0      | 15         | 21.0       | 9         | 15.0      | 16       | 22.0     | 9         | 15.0      | 11         | 17.0       | 127.0           | 105.0    |
| 14                | SUI Rolf Zwicky e Christoph Brüllmann      | 13       | 19.0     | 10        | 16.0      | 6          | 11.7       | 14        | 20.0      | DSQ      | 27.0     | 12        | 18.0      | 15         | 21.0       | 132.7           | 105.7    |
| 15                | ARG Sergio Sinistri e Martín Ferrari       | 15       | 21.0     | 14        | 20.0      | 12         | 18.0       | 13        | 19.0      | 5        | 10.0     | 14        | 20.0      | 17         | 23.0       | 131.0           | 108.0    |
| 16                | FIN Pekka Narko e Juha Valtanen            | 12       | 18.0     | 11        | 17.0      | 16         | 22.0       | 12        | 18.0      | 17       | 23.0     | 8         | 14.0      | 14         | 20.0       | 132.0           | 109.0    |
| 17                | NOR Per Ferskaug e Halvor Ramel Smith      | 14       | 20.0     | 13        | 19.0      | 17         | 23.0       | 15        | 21.0      | 15       | 21.0     | 15        | 21.0      | 9          | 15.0       | 140.0           | 117.0    |
| 18                | PUR Juan Torruella Jr. e Enrique Díaz      | 16       | 22.0     | 17        | 23.0      | 18         | 24.0       | 17        | 23.0      | 13       | 19.0     | 16        | 22.0      | 16         | 22.0       | 155.0           | 131.0    |
| 19                | FIJ Colin Philp Sr. e Bruce Hewett         | 17       | 23.0     | 18        | 24.0      | DNF        | 27.0       | 18        | 24.0      | 19       | 25.0     | 17        | 23.0      | 18         | 24.0       | 170.0           | 143.0    |
| 20                | TUR Ertuğrul Özkan e Aleksandr Çaykovski   | 18       | 24.0     | 19        | 25.0      | 19         | 25.0       | 19        | 25.0      | 18       | 24.0     | 18        | 24.0      | DNF        | 27.0       | 174.0           | 147.0    |

### Classificação diária

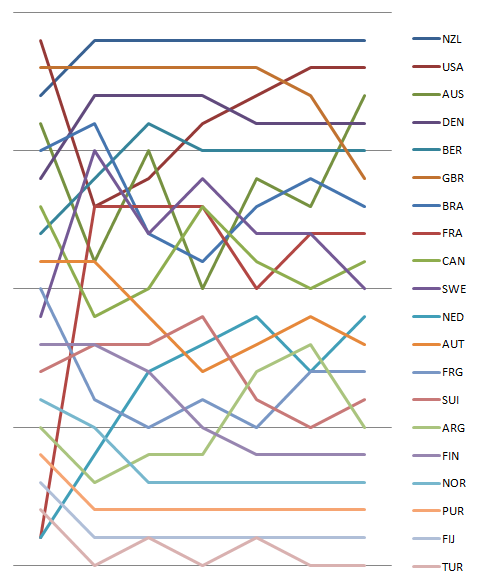
Gráfico mostrando a classificação diária na classe.